# Pelamunan
Pelamunan is een bestuurslaag in het regentschap Serang van de provincie Banten, Indonesië. Pelamunan telt 7074 inwoners (volkstelling 2010).